# هيناكو

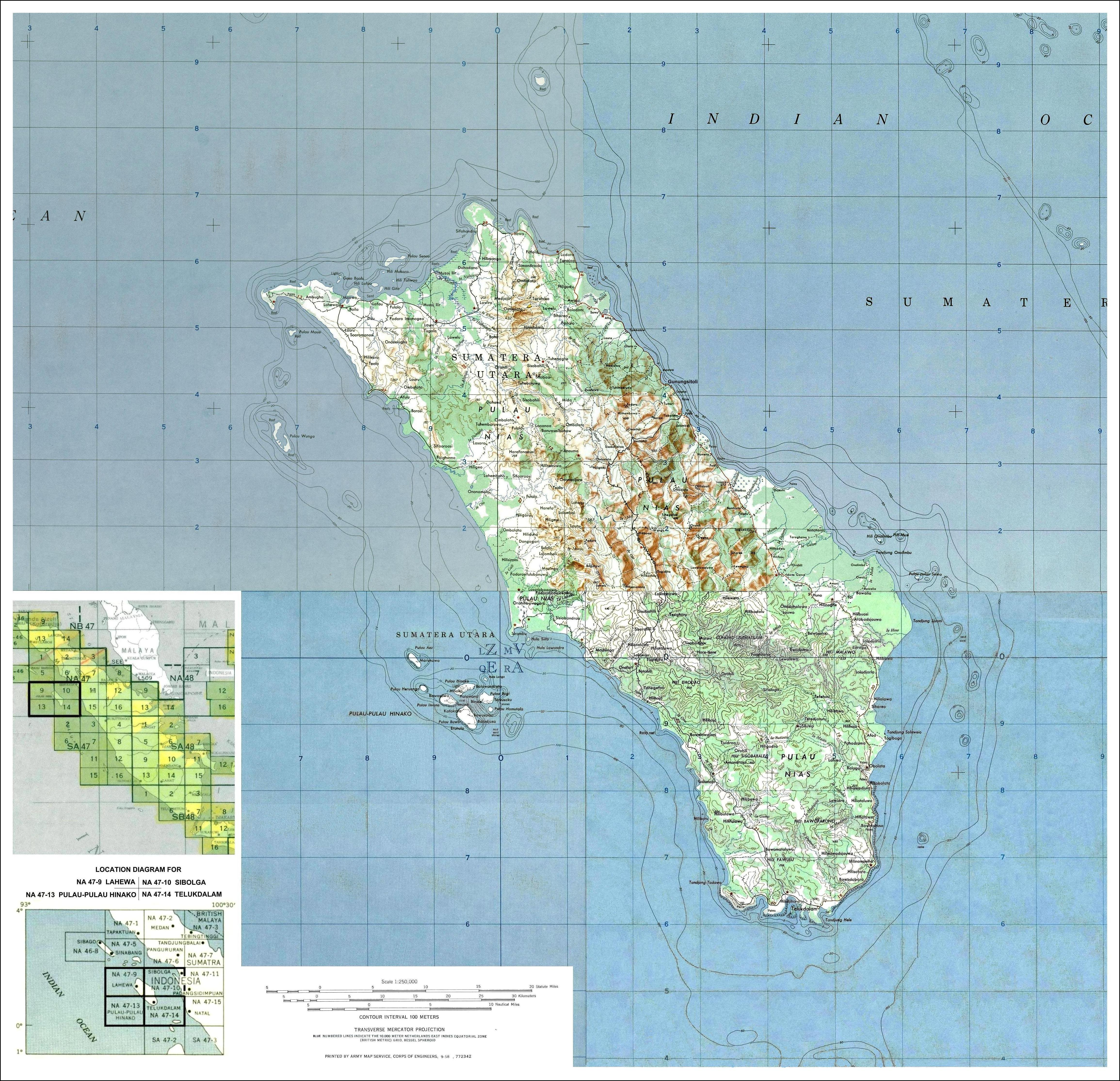

وهي مجموعة من الجزر الصغيرة قرب ساحل جزيرة نياس وتتبع مقاطعة سومطرة الشمالية الإندونيسية .
الجزر تستقطب راكبي الأمواج خاصة قي جزيرة باوا، والتي تعد أكبر الجزر، وكذلك جزيرة أسو القريبة منها .
الجزيرة تعاني من صعوبة الوصول إليها وكذلك انتشار الملاريا